# Stripovač

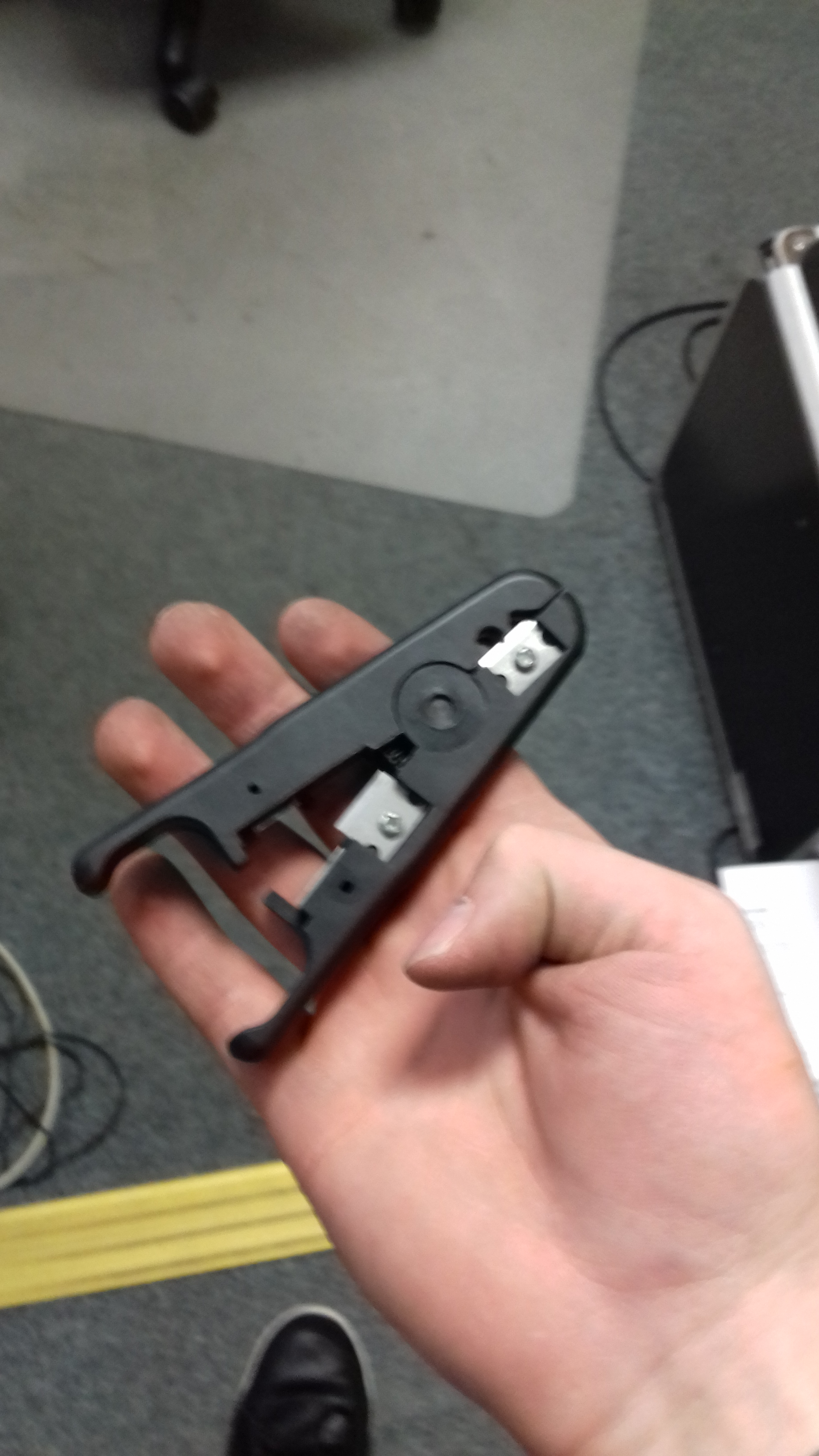
Stripovač může vypadat třeba takto

Stripovač (správně stripovací kleště) je slangové označení speciálního nástroje sloužícího k obřezávání kabelů. Používají ho zejména elektrikáři a IT technici. Asi nejčastěji je používán při konektorování [připevňování konektoru] kroucené dvojlinky, kdy potřebujeme obnažit barevné vodiče a odstranit bužírku. Takže lze říci, že je to jakási profesionální obdoba obyčejného nože, kterým však můžeme vodiče poškodit.
Konstrukčně jde o "kolíček" nebo někdy i kleštičky, mezi kterými jsou dva ostré břity a šroubek, sloužící k nastavení jejich vzdálenosti. Použití je snadné: Rozevřeme stripovač, strčíme do něj kabel, břity se přitisknou až tam, kam je šroubek pustí (obvykle z výroby nastaveno tak, aby břity nepoškodili vodiče uvnitř, takže se doporučuje manipulace jen k velmi drobnému doladění jejich sevření) a nakonec stripovač několikrát obtočíme kolem kabelu. Po odstranění přebytečné bužírky se dostaneme ke krásně neporušeným vodičům, takže se (zejména) v profesionální sféře použití stripovačů, namísto obyčejného nože, rozhodně vyplatí.